# Yuen Woo-ping
Yuen Woo-ping, chiń. 袁和平; pinyin Yuán Hépíng (ur. 1 stycznia 1945 w Kantonie) – hongkoński reżyser filmowy.

## Życiorys
Był jednym z dwanaściorga dzieci aktora Siu-tin Yuena (Yuen Siu-tien). Początkowo pracował jako kaskader w filmach wytwórni Shaw Brothers. Jego debiutem reżyserskim był hongkoński film Wąż i cień orła (1978) z Jackiem Chanem, w tym samym roku wyreżyserował Pijanego mistrza. W 1984 zaangażował do ról w swoich filmach aktora Donniego Yena, który później sam został reżyserem filmów akcji. Później Yuen Woo-ping zajął się reżyserią scen akcji, m.in. w filmie Żelazna małpa (1993). Odpowiadał za choreografię scen walk m.in. w filmach Matrix (1999), Przyczajony tygrys, ukryty smok (2000) i Kill Bill (2003). W 2010 wyreżyserował film Prawdziwa legenda.